# Tartagine
La Tartagine (Tartaghjine en langue corse) est une rivière française du département Haute-Corse de la région Corse et un affluent de l'Asco, c'est-à-dire un sous-affluent du Golo.

## Géographie
D'une longueur de 30,3 kilomètres, la Tartagine prend sa source sur la commune de Olmi-Cappella à l'altitude 1 870 mètres, à moins d'un kilomètre à l'est du Monte Corona (2 144 m) et à moins d'un kilomètre au nord-ouest du Capu a u Corbu (2 082 m). Il s'appelle pour Géoportail, dans sa partie haute, le ruisseau de Balaninu.
Elle coule globalement de l'ouest vers l'est, en décrivant un arc avec le sommet au nord, traversant sur la moitié de son parcours la vaste forêt domaniale de Tartagine-Melaja depuis les crêtes du Giussani jusqu'à la basse vallée de l'Asco avec lequel elle conflue sur la commune de Canavaggia, à l'altitude 205 mètres environ, près du lieu-dit Pontare.

### Communes et cantons traversés
Dans le seul département de la Haute-Corse, la Tartagine traverse six communes et trois cantons :
- dans le sens amont vers aval : Olmi-Cappella (source), Mausoléo, Vallica, Castifao, Moltifao, Canavaggia (confluence).

Soit en termes de cantons, la Tartagine prend sa source dans le canton de Belgodère, traverse le canton de Castifao-Morosaglia, et conflue dans le canton d'Alto-di-Casaconi.

### Bassin versant
Le bassin versant est dans la zone hydrographique « L'Asco de la Tartagine incluse au Golo » (Y711) de 366 km2 pour environ les deux tiers soit un bassin d'environ 250 km2.

### Organisme de bassinou organisme gestionnaire
L'organisme gestionnaire est le Comité de bassin de Corse, depuis la loi corse du 22 janvier 2002.

## Affluents
La Tartagine a trente-cinq affluents référencés :
- le ruisseau de Corona (rg[note 1]), 1,4 km sur la seule commune d'Olmi-Cappella[note 2].
- ----- le ruisseau de la Calanca Mozza (rd), 2,5 km sur la seule commune d'Olmi-Cappella[note 3].
- le ruisseau de Saltellole (rg), 1,2 km sur la seule commune de Mausoléo[note 4].
- ----- le ruisseau de Petra Inone (rd), 2,4 km sur les deux commune d'Olmi-Cappella et Mausoléo[note 5].
- le ruisseau de Paratella (rg), 1,6 km sur les deux commune d'Olmi-Cappella et Mausoléo[note 6].
- ----- le ruisseau de Forcine (rd), 2 km sur les deux communes d'Olmi-Cappella et Mausoléo[note 6].
- ----- le ruisseau de Marcognaninco (rd), 1,3 km sur les deux communes de d'Olmi-Cappella et Mausoléo[note 6].

...

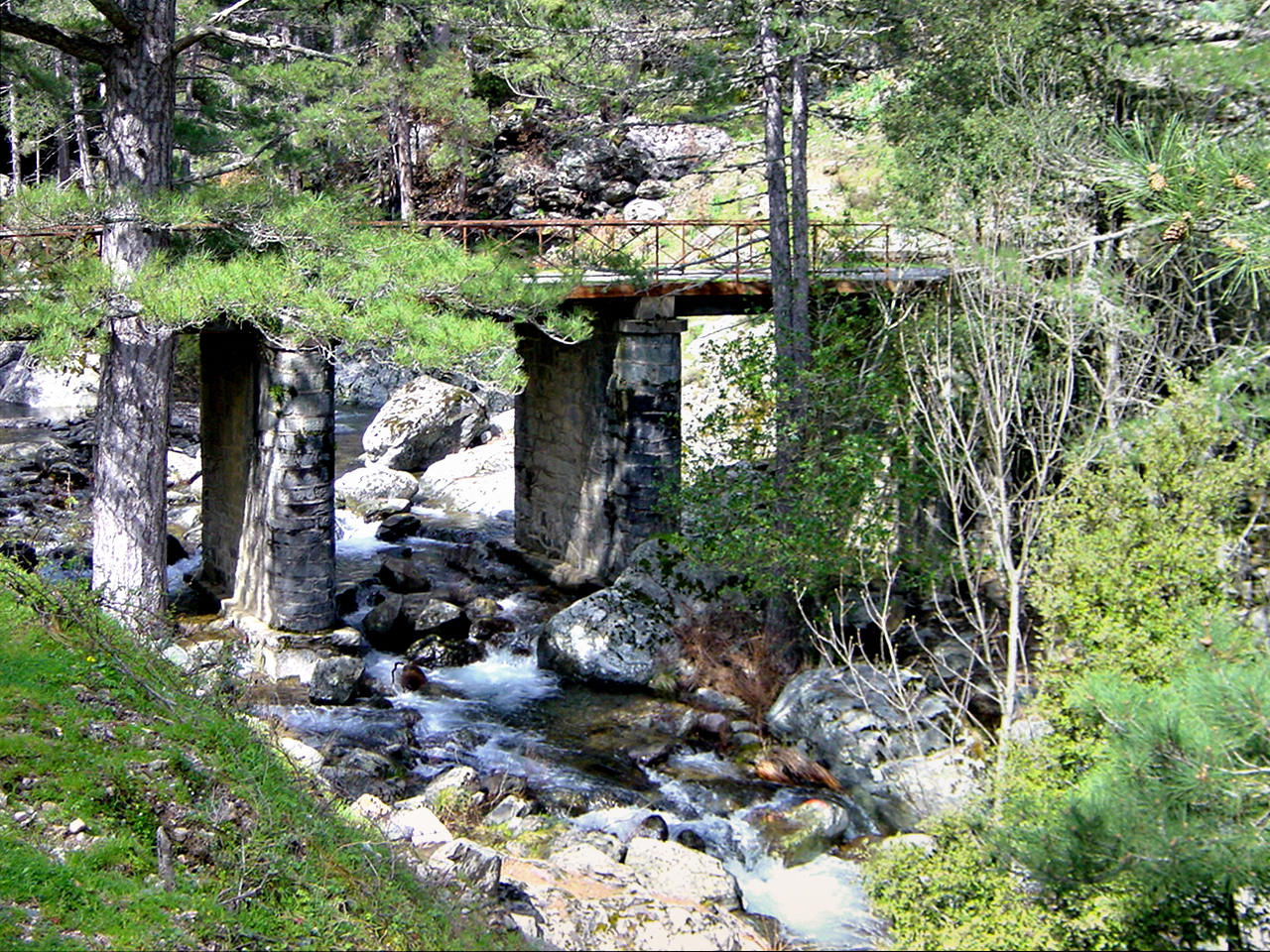
la rivière de Melaja

- la rivière de Melaja (rg) 8,2 km sur les trois communes de Mausoléo, Olmi-Cappella et Pioggiola[note 7] avec six affluents :
  - le ruisseau de Grossi (rg), 1,8 km sur les deux commune de Pioggiola et Mausoléo[note 8].
  - le ruisseau de Caselle (rg), 1,5 km sur les deux commune de Pioggiola et Mausoléo[note 9].
  - le ruisseau de Rega (rg), 1,3 km sur les deux commune de Pioggiola et Mausoléo[note 9].
  - ----- le ruisseau de Buginu (rd), 1,2 km sur les deux commune de Pioggiola et Mausoléo[note 9].
  - le ruisseau de San Parteo (rg), 2,4 km sur les deux commune de Pioggiola et Mausoléo[note 9].
  - le ruisseau de Germanu (rg), 1 km sur les deux commune de Pioggiola et Mausoléo[note 9].

...
- ----- le ruisseau de Migiatto (rd), 1,5 km sur les deux commune de Mausoléo et Olmi-Cappella[note 10].
- ----- le ruisseau de Quercitello (rd), 1,5 km sur les deux commune de Mausoléo et Olmi-Cappella[note 5]

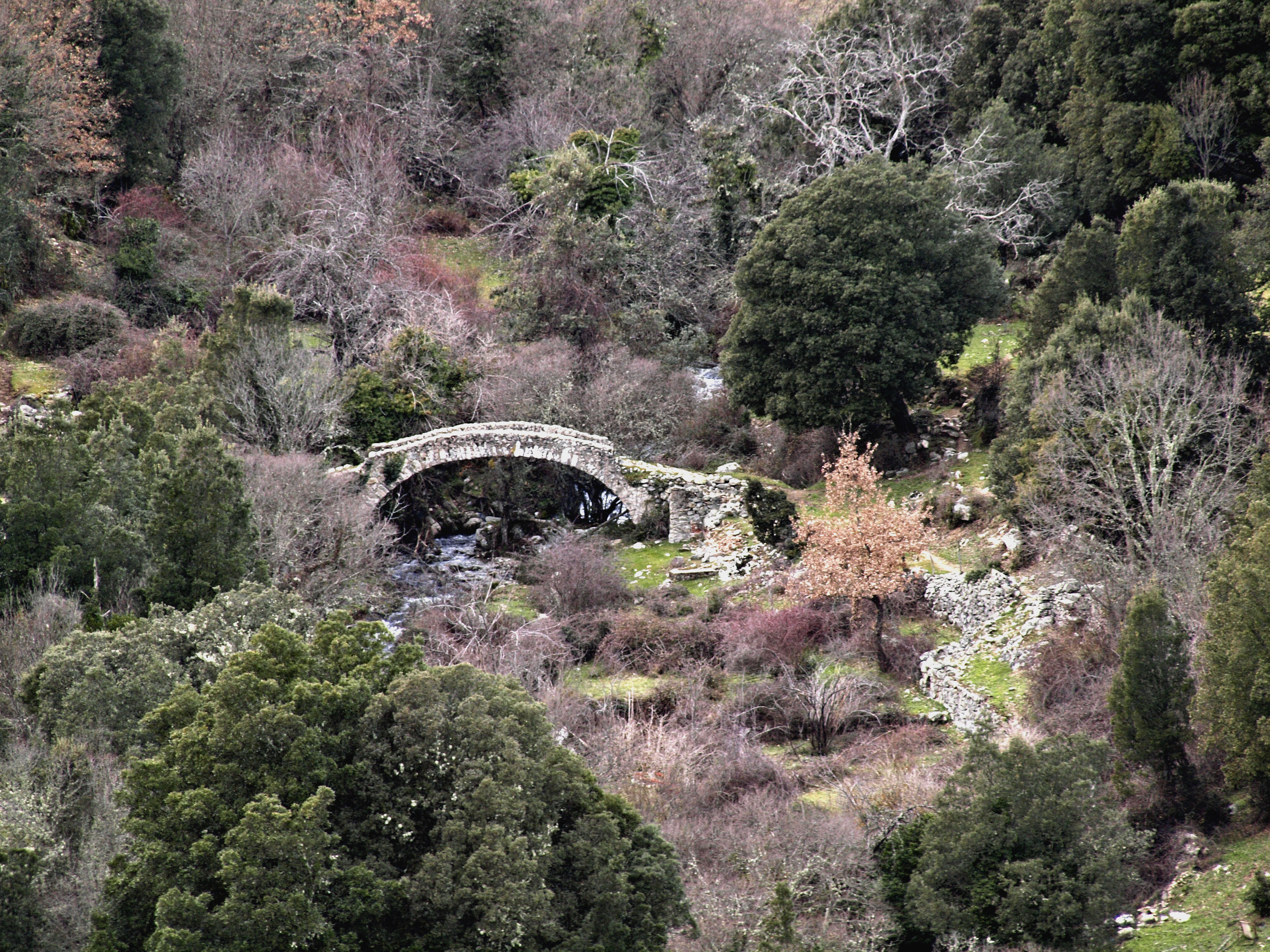
Pont génois sur le ruisseau de Forcili à Pioggiola

- le ruisseau de Francioni, s’appelant aussi ruisseau d'Alzello, ruisseau de Porcili ou ruisseau de Forcili[3] et ruisseau de Sardi dans sa partie haute[1] (rg) 5,9 km sur les trois communes de Mausoléo, Olmi-Cappella et Pioggiola, avec quatre affluents :
  - le ruisseau de Piane (rg), 1,3 km.
  - le ruisseau d'Avarozia (rg), 2,6 km.
  - le ruisseau de Pandigranaccio (rg), 1,7 km.
  - le ruisseau de Pinelli (rg), 2,2 km.
- ----- le ruisseau di Line e d'Alzo (rd), 1,7 km.
- ----- le ruisseau de Vadarbico ou ruisseau de Monte Padro en partie haute (rd), 6,5 km avec deux affluents :
  - le ruisseau d'Aghia Aschese (rg), 1,6 km.
  - ----- le ruisseau de Conculaccio (rd), 1,5 km.
- le ruisseau d'Alzone (rg), 3,3 km avec un affluent :
  - ----- le ruisseau de Monti Rossi (rd), 1 km.
- le ruisseau de Palmente (rg), 1,6 km.
- le ruisseau de Castigione ou ruisseau de Piane en partie haute (rg), 1,5 km avec un affluent :
  - ----- le ruisseau de Casiccia (rd), 2,1 km.
- ----- le ruisseau di Arena ou ruisseau de Caracuto (rd), 2,8 km avec un affluent :
  - le ruisseau d'Aulina (rg), 1 km.
- ----- le ruisseau de Pino (rd), 2,3 km.
- ----- le ruisseau de Vitalba (rd), 1,6 km.
- ----- le ruisseau di Purgatorio (rd), 1,8 km.
- le ruisseau de Scalambraou ruisseau de Vallicalli en partie haute (rg), 2,9 km.
- ----- le ruisseau de Calanello (rd), 1,3 km.

...
- le ruisseau di Forci ou ruisseau de Loga en partie haute (rg), 9,5 km avec deux affluents :
  - le ruisseau de Bocigione (rg), 4,5 km.
  - ----- le ruisseau de Cavoni (rd), 1,1 km.

...
- ----- le ruisseau de Frescolina (rd), 2,6 km.
- le ruisseau de Cattarello (rg), 2,8 km avec un affluent :
  - ----- le ruisseau de Conconi (rd), 1,3 km.
- ----- le ruisseau de Forci (rd), 1,9 km.

...
- le ruisseau de San Pietro ou ruisseau de Sette Guadelle ou ruisseau de Ronna en partie haute (rg), 8 km avec un affluent :
  - ----- le ruisseau de Valle di Luco (rd), 2 km.

...
- ----- le ruisseau de Muraccie (rd), 2,1 km.
- ----- le ruisseau de Pratella (rd), 1 km.
- ----- le ruisseau de Piovanaccio ou ruisseau de Valle Longa en partie haute (rd), 1,7 km.
- le ruisseau de Lagani (rg), 3,1 km.
- le ruisseau de Rosario (rg), 4,1 km avec un affluent :
  - le ruisseau d'Atembre (rg), 2,5 km.
- ----- le ruisseau de Sugitte (rd), 1 km.
- le ruisseau de Cutticcio (rg), 1,1 km.
- le ruisseau de Muraticalvi (rg), 2 km.

### Rang de Strahler
Le rang de Strahler est donc de trois.

## Aménagements et écologie

### Ouvrages d'art

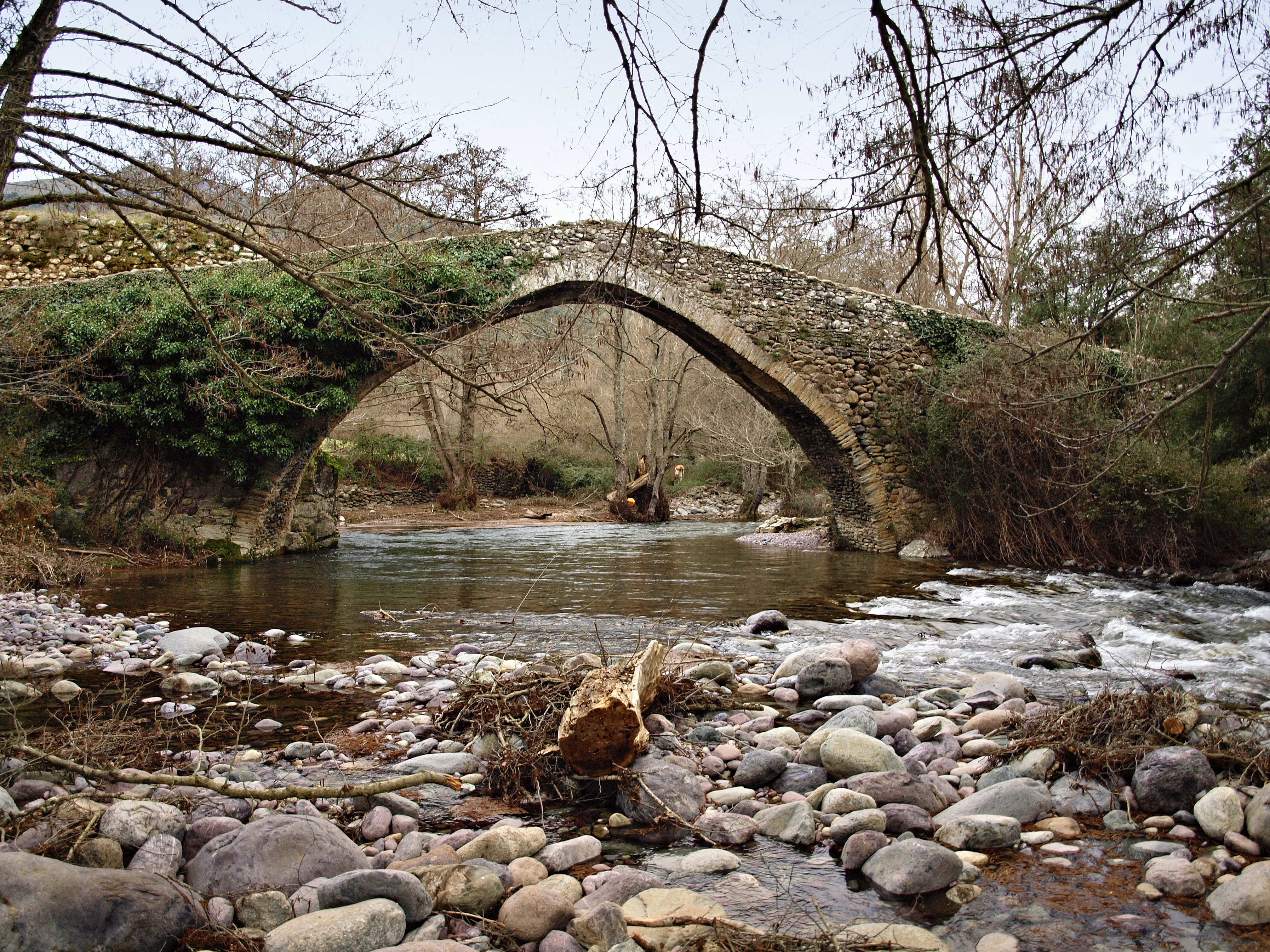
Pont génois de Piana

- Pont de la piste forestière en aval de la confluence avec le ruisseau de Corona (1 200 m)
- Pont de la piste forestière en aval de la confluence avec le ruisseau de Paratella (909 m)
- Pont de la D963 à la Maison forestière de Tartagine (705 m)
- Pont romain à la confluence avec le ruisseau d'Alzone (480 m - Vallica)
- Pont génois de Piana (305 m - Castifao)
- Pont de la route D547 à Piana (300 m)
- Pont de Carnispola (274 m) - route D547
- Pont génois de Pontare (206 m)